# Aasif Sheikh
Aasif Sheikh (Delhi, India, 11 de noviembre de 1964) es un actor de cine, teatro y televisión indio.
Ha sido reconocido por el Libro Mundial de los Récords de Londres por interpretar más de trescientos personajes en un solo programa de televisión, Bhabiji Ghar Par Hain!, una comedia de situación hindi el 19 de octubre de 2021.

## Primeros años y educación
Sheikh nació el 11 de noviembre de 1964 en Nueva Delhi, India. Asistió a la escuela de San Antonio. Pasó las vacaciones escolares de su infancia en Benarés, Uttar Pradesh. Luego se matriculó inicialmente para obtener una licenciatura en letras con honores en inglés, luego se inscribió en Khalsa College, Delhi, para trabajar en administración de hoteles, pero pronto abandonó sus estudios para dedicarse al teatro. Se casó con Zeba Sheikh (Nigar) en 1989, con quien tiene dos hijos, su hija Maryam Nastasia, nacida en 1990, y su hijo, Alyjah Iman, nacido en 1995.

## Filmografía

### Películas
| Año  | Película                                  | Rol                            | Notes              |
| ---- | ----------------------------------------- | ------------------------------ | ------------------ |
| 1988 | Rama O Rama                               | Vicky (Sonu)                   | Debut              |
| 1990 | Qayamat Ki Raat                           | Avinash                        | Rol principal      |
| 1990 | Agneekaal                                 | Aadesh                         | Rol principal      |
| 1990 | Muqaddar Ka Badshaah                      | Ashok Singh                    |                    |
| 1990 | Haque                                     | Sanjay                         | Rol principal      |
| 1991 | Pyaar Ka Saudagar                         | Arun Verma                     | Rol principal      |
| 1991 | Yaara Dildara                             | Rajesh Mehra                   | Rol principal      |
| 1991 | Swarg Jaisaa Ghar                         | Amar                           |                    |
| 1991 | Lahu Luhaan                               | Suraj                          | Rol principal      |
| 1991 | Ek Full Chaar Half                        |                                | Película en marati |
| 1992 | Naya Sawan                                |                                |                    |
| 1992 | Sone Ki Zanjeer                           | Manish                         |                    |
| 1992 | Apradhi                                   | Chandar                        |                    |
| 1994 | Ishq Mein Jeena Ishq Mein Marna           | Inspector Bhure Lal Yadav      |                    |
| 1994 | Duniyaa Jhukti Hai                        | Aakash                         | Rol principal      |
| 1995 | Zamaana Deewana                           | Bobby                          |                    |
| 1995 | Kartavya                                  | Vicky                          |                    |
| 1995 | Karan Arjun                               | Suraj Singh                    |                    |
| 1995 | The Don                                   | Nagesh                         |                    |
| 1995 | Paandav                                   |                                |                    |
| 1995 | Taaqat                                    | Maniya                         |                    |
| 1995 | Ham Sab Chor Hain                         | Rajrani                        |                    |
| 1996 | Agni Prem                                 |                                |                    |
| 1996 | Army                                      | Rahul                          |                    |
| 1996 | Muqadma                                   |                                |                    |
| 1996 | Apne Dam Par                              | Karan Verma                    |                    |
| 1996 | Bal Bramhachari                           | Ranjeet                        |                    |
| 1996 | Chhote Sarkar                             | Lobo                           | Aparición especial |
| 1997 | Mrityudaata                               | Hijo de Mohanlal               |                    |
| 1997 | Banarasi Babu                             | Vikram                         |                    |
| 1997 | Auzaar                                    | Inspector Bhutey               |                    |
| 1997 | Kaun Sachcha Kaun Jhootha                 | John D'Souza                   |                    |
| 1997 | Daadagiri                                 | Monty                          |                    |
| 1997 | Aur Pyar Ho Gaya                          | Rohit Malhotra                 |                    |
| 1997 | Ek Phool Teen Kante                       | Advocate Dagga                 |                    |
| 1997 | Dharma Karma                              |                                |                    |
| 1998 | Miss 420                                  | Arvind                         |                    |
| 1998 | Pyaar Kiya To Darna Kya                   | Hermano de Thakur Vijay Singh  |                    |
| 1998 | Zulm-O-Sitam                              | Man who teased 'Meena'         |                    |
| 1998 | Bandhan                                   | Inspector de policía           |                    |
| 1998 | Pardesi Babu                              | Nandu                          |                    |
| 1998 | Sherkhan                                  |                                |                    |
| 1999 | Sikandar Sadak Ka                         | Bunty Chawla                   |                    |
| 1999 | Haseena Maan Jaayegi                      | Preetam                        |                    |
| 1999 | Pyaar Koi Khel Nahin                      | Hemant; hermano menor de Kanti |                    |
| 1999 | Jaalsaaz                                  | Ranjit Rai                     |                    |
| 2000 | Daak Bangla                               |                                |                    |
| 2000 | Kunwara                                   | Ajay                           |                    |
| 2000 | Deewane                                   | Vishal's cousin                |                    |
| 2000 | Karobaar: The Business of Love            | Hijo de Ramlal                 |                    |
| 2001 | Master                                    | Kailash 'K. C.' Chaudhry       |                    |
| 2001 | Inteqam                                   | Rocky                          |                    |
| 2001 | Hum Deewane Pyar Ke                       | Tony                           |                    |
| 2001 | Jodi No. 1                                | Vikramjit Singh                |                    |
| 2001 | Phir Aayegi Woh Raat                      |                                |                    |
| 2002 | Maine Dil Tujhko Diya                     | Raman Chopra                   |                    |
| 2004 | I - Proud To Be An Indian                 | Hermano de I                   |                    |
| 2004 | Aakhri Dastak                             |                                |                    |
| 2004 | Dil Ne Jise Apna Kaha                     | R. Tripathi                    |                    |
| 2005 | Paheli                                    | Fantasma                       | Cameo              |
| 2007 | Shaadi Karke Phas Gaya Yaar               | Bunty                          |                    |
| 2007 | Nehlle Pe Dehlla                          | Hansa                          |                    |
| 2007 | Journey Bombay to Goa: Laughter Unlimited | Dr. Kushal Bhardwaj            |                    |
| 2007 | Sajna Ve Sajna                            | Jibran                         |                    |
| 2008 | Mehbooba                                  | Amigo de Shravan               |                    |
| 2008 | Tandoori Love                             | Superstar Ramesh               |                    |
| 2008 | Phir Ayegi Woh Raat                       |                                |                    |
| 2008 | Khabali Fun Unlimited                     |                                |                    |
| 2010 | Benny and Babloo                          | Negi                           |                    |
| 2010 | The Desire: A Journey of a Woman          |                                |                    |
| 2010 | Khallballi: Fun Unlimited                 |                                |                    |
| 2011 | Faraar - On The Run                       | Wilson D'Souza                 |                    |
| 2014 | Ekkees Toppon Ki Salaami                  | Arnab Sharma                   |                    |
| 2016 | Rare And Dare Six X                       |                                | [ 10 ]             |
| 2016 | Aman Ke Farishtey                         | Vikram                         | Rol principal      |
| 2019 | Bharat                                    | El marido de Mehek             |                    |
| 2023 | Kisi Ka Bhai Kisi Ki Jaan                 | Doctor                         | [ 11 ]             |

### Televisión
| Año           | Serie                      | Rol                          | Notas                                                   |
| ------------- | -------------------------- | ---------------------------- | ------------------------------------------------------- |
| 1984-1985     | Hum Log                    | Prince Ajay Singh            | Debut                                                   |
| 1993          | Zee Horror Show            | Raj                          | Segmento: Khauff                                        |
| 1994-1996     | Chandrakanta               | Naagmani Devta               | Cameo                                                   |
| 1996-1998     | Yug                        | Hasrat Noorani               |                                                         |
| 1998-1999     | Champion                   |                              |                                                         |
| 1999          | Tanha                      | Ali Rehman                   | Rol principal                                           |
| 1999          | Adhure Armaan              | Sajid                        |                                                         |
| 1999-2009     | Yes Boss                   | Vinod Verma                  | Rol principal                                           |
| 1999          | Rishtey - The Love Stories | Sagar Khanna                 | Episodio: «Agreement»                                   |
| 1999          | Muskaan                    | Sameer                       | Rol principal                                           |
| 1999-2000     | Gul Sanobar                | Shehzada Tamaas of Hindustan | Rol principal                                           |
| 2001          | Samander                   | Karan                        | Rol principal                                           |
| 2001          | Baazaar                    |                              |                                                         |
| 2002          | Mehndi Tere Naam Ki        | Raj                          |                                                         |
| 2003          | Hassi Woh Phassi           | Dentista                     | Rol principal                                           |
| 2003          | Detective Karan            | Jai Arora                    |                                                         |
| 2005-2006     | Miilee                     | Sagar Malhotra               |                                                         |
| 2005          | CID                        | Varun                        | Episodios: «The Case of the Mysterious Truck PART I-II» |
| 2005          | Siddhant                   |                              |                                                         |
| 2006          | Ishq Ki Ghanti             |                              | Rol principal                                           |
| 2007-2008     | Humsafar The Train         | Gaurav Verma                 | Rol principal                                           |
| 2009          | Dill Mill Gayye            | Balvinder 'Billy' Mallik     |                                                         |
| 2009          | CID                        | Raghav                       | Episodio: «Paheli Laash Ke Tukdon Ki»                   |
| 2009-2 2010   | Yeh Chanda Kanoon Hai      | Vibhuti Narayan              | Rol principal                                           |
| 2010-2011     | Ring Wrong Ring            | Vijay Chouhan                | Rol principal                                           |
| 2011–2012     | Don't Worry Chachu         | Chintan Desai                | Rol principal                                           |
| 2012          | Chidiya Ghar               | Pappi Luthra                 |                                                         |
| 2013          | Hum Aapke Hain In Laws     | Col. U. R. Sethi             |                                                         |
| 2014          | Tum Saath Ho Jab Apne      | Younus Baig                  |                                                         |
| 2015-presente | Bhabiji Ghar Par Hain!     | Vibhuti Narayan Mishra       | Rol principal                                           |
| 2017          | Door Kinare Milte Hai      | Virender                     |                                                         |

### Series web
| Año  | Serie                   | Rol        | Notas              |
| ---- | ----------------------- | ---------- | ------------------ |
| 2022 | Yeh Kaali Kaali Ankhein | Él mismo   | Aparición especial |
| 2022 | Aar Ya Paar             | Wasim Bhai | [ 14 ]             |